# Санкт-Петербургская психиатрическая больница № 1 имени П. П. Кащенко
Санкт-Петербу́ргское госуда́рственное бюдже́тное учрежде́ние здравоохране́ния «Психиатри́ческая больни́ца № 1 им. П. П. Ка́щенко», сокращённо СПб ГБУЗ «Больница им. П. П. Кащенко» — психиатрическая больница, которая является одним из крупнейших специализированных стационаров страны по организации и оказанию психиатрической помощи населению, социально-медицинской помощи и социально-трудовой реабилитации лиц с психическими расстройствами, согласуясь с «Законом о психиатрической помощи и гарантиях прав граждан при её оказании». В больнице также проводится принудительное лечение лиц, страдающих психическими расстройствами, совершивших общественно опасные деяния в состоянии невменяемости.

## История
Так как столичная губерния до начала XX века не имела собственной психиатрической больницы, Санкт-Петербургское губернское земство в 1899 году пригласило на работу известного врача-психиатра Петра Петровича Кащенко. П. П. Кащенко предложили принять участие в создании больницы и занять пост её директора. Он оставил свой выбор местоположения больницы в имении Сиворицы (ныне село Никольское Гатчинского района Ленинградской области), находящееся в 60 км от Санкт-Петербурга. Главным корпусом стал бывший усадебный комплекс Демидовых, построенный по проекту И. Е. Старова в 1775—1777 годах (ко времени создания больницы усадьба была продана за долги и перешла в собственность государства). Усадебный комплекс включал дворец, и множество построек, расположенных в английском парке вокруг искусственного озера. В 1902 году губернское земство выкупило имение Сиворицы за 200 тысяч рублей у владельца барона Павла Фёдоровича Лилиенфельд-Тоаль. Победителем конкурса проекта будущей больницы стал архитектор Иосиф Юлианович Мошинский. Окончательный проект больницы был утверждён в 1904 году губернским земским собранием, однако строительство откладывалось из-за финансовых трудностей и в связи начавшейся русско-японской войны. В 1904 году П. П. Кащенко временно становится главным врачом Московской психиатрической больницы (ныне Московская городская психиатрическая больница № 1 им. Н. А. Алексеева, до 1994 года носившее имя Кащенко), и переезд Петра Петровича в Санкт-Петербургскую губернию откладывался.
В начале 1909 года строительство Сиворицкой больницы было завершено. Официально больница была создана Петербургской губернской земской управой 22 июня 1909 года. 23 июня 1909 года в больницу поступила первая партия пациентов. П. П. Кащенко стал главным врачом больницы и проработал в ней до 1918 года.
И. Ю. Мошинским был создан больничный комплекс, который включал 30 зданий и сооружений (из них 4 лечебных корпуса) на территории 925 гектар. Здания были обеспечены водяным и паровым отоплением, электрическим освещением, вентиляцией, водоснабжением (артезианскими скважинами), канализацией и телефонной связью. В хозяйство больницы входили огороды, теплицы, оранжереи, фруктовый сад, скотный двор, конюшня и мастерские.
С различных губерний Российской империи в больницу приезжали врачи для ознакомления организации психиатрического дела. В 1910 году приезжали делегаты Всероссийского съезда врачей-психиатров. В 1911 году на Дрезденской международной гигиенической выставке среди медицинских учреждений оказалась и Сиворицкая больница.
В 1960—1970 годы была произведена реконструкция больницы, были построены новые лечебные корпуса и технические службы. В центре Ленинграда было открыто приёмное отделение.
В конце 2016 года к больнице был присоединён «Городской психоневрологический диспансер № 7 (со стационаром)».

### История наименований больницы
В 1920 году Сиворицкая больница была переименована в психиатрическую больницу имени П. П. Кащенко решением Народного комиссара здравоохранения Николая Семашко. Затем, в 1994 году, психиатрическая больница им. П. П. Кащенко была переименована приказом Комитета по здравоохранению мэрии Санкт-Петербурга в государственное учреждение здравоохранения «Санкт-Петербургская психиатрическая больница № 1 им. П. П. Кащенко». В 2002 году государственное учреждение здравоохранения «Санкт-Петербургская психиатрическая больница № 1 им. П. П. Кащенко» была переименована в Санкт-Петербургское государственное учреждение здравоохранения «Психиатрическая больница № 1 им. П. П. Кащенко». В 2011 году Санкт-Петербургское государственное учреждение здравоохранения «Психиатрическая больница № 1 им. П. П. Кащенко» переименовано в Санкт-Петербургское государственное бюджетное учреждение здравоохранения «Психиатрическая больница № 1 им. П. П. Кащенко» (сокращённое наименование СПб ГБУЗ «Больница им. П. П. Кащенко»), данное название больница носит и поныне.

### Казнь пациентов и персонала во время ВОВ
Во времена Великой Отечественной войны солдатами нацистской Германии в рамках программы «Т-4» были умерщвлены пациенты больницы (около 900 человек), а также казнены главврач М. И. Дуброва и остальной медперсонал. В уничтожении людей участвовало подразделение 9-го полицейского батальона. Во времена оккупации больница была перепрофилирована в военный госпиталь для военнослужащих 18-й германской армии. При отступлении в 1944 году немцами были разрушены главный корпус и другие строения больницы. В 1955 году в 2 км южнее села Никольское был установлен памятный обелиск с надписью: «Здесь, 22/XI — 1941 г. были зверски замучены и сожжены фашистскими палачами более 900 советских людей, находившихся на лечении в больнице им. П. П. Кащенко».

## Современное состояние
В настоящее время больница занимает территорию в 250 га, на которой находится более 100 зданий, в число которых входят не только лечебные корпуса, но и аптека, общежитие для медперсонала и больных, утративших социальные связи, центр психосоциальной реабилитации, магазины, котельная, пищеблок и др. Перед центральным корпусом больницы установлен бронзовый бюст П. П. Кащенко на гранитном постаменте.
В больнице на сегодняшний день существует 24 отделения, в составе которых находятся: общепсихиатрические, соматопсихиатрические, психотуберкулезные, геронтопсихиатрические, реабилитационные отделения, физиотерапевтическое и патологоанатомическое отделение, инфекционный изолятор, рентгенологическая служба, отделение функциональной диагностики (для электроэнцефалографии, электрокардиографии и ультразвукового исследования) и 2 лаборатории.

## Объекты культурного наследия
Комплекс построек Санкт-Петербургской психиатрической больницы № 1 имени П. П. Кащенко является объектом культурного наследия России регионального значения (памятник градостроительства и архитектуры). В состав комплекса входят: особняки ординаторов (корпус № 8 и № 9), церковь и зал для собраний (клуб), бюст П. П. Кащенко, павильон для «слабых» (корпус № 7), пищеблок (корпус № 15), «заразный барак» (корпус № 3), центральная станция стерилизации, машинный корпус (корпус № 14), приёмные павильоны (корпус № 2 и № 5).